# 动态数组

使用几何扩张将一些值插入到动态数组的末端。灰白单元格指示留作扩张的空间。多数插入是快速的（常数时间），而某些插入因为需要内存分配而缓慢（Θ(n)时间，标示了乌龟)。展示了最终数组的“逻辑大小”和“容量”。

在计算机科学中，动态数组（dynamic array），也称为：可增长数组（growable array）、可调大小数组（ resizable array）、动态表格（ dynamic table）、可变化数组（mutable array）或数组列表（array list），是一种随机访问的、大小可变的列表数据结构，它允许增加或移除元素。在很多现代主流编程语言中，它是通过标准库而提供的。动态数组克服了静态数组的限制，静态数组有着需要在内存分配时指定的固定容量。
动态数组与动态分配的数组或可变长数组不是一种东西，可变长数组的大小是在分配这个数组的时候固定的，然而动态数组也可以使用这种固定大小的数组作为后端。

## 语言支持
C++的std::vector和Rust的std::vec::Vec是动态数组的实现，还有ArrayList类，提供它的有Java API:236和.NET框架:22。
.NET框架版本2.0提供的泛型List<>类也是通过动态数组实现的。Smalltalk的OrderedCollection时具有动态的开始与结束索引的动态数组，这使得移除第一元素也只需要O(1)时间。 
Python的list数据类型实现了动态数组，其增长模式是：0, 4, 8, 16, 24, 32, 40, 52, 64, 76, ...，参见在github.com的listobject.c。
Delphi和D在语言核心实现了动态数组。 
Ada的Ada.Containers.Vectors泛型包提供了针对给定子类型的动态数组。
很多脚本语言比如Perl和Ruby提供了动态数组作为内建原始数据类型。 
一些跨平台框架为C语言提供动态数组实现，包括Core Foundation中的CFArray与CFMutableArray，和GLib中的GArray与GPtrArray。
Common Lisp通过允许配置内建array类型为“可调整的”和通过“填充指针”指定插入位置，提供了对可变大小向量的初步支持。

## 引用
1. ↑  See, for example, the source code of java.util.ArrayList class from OpenJDK 6 （页面存档备份，存于）.
2. ↑  Javadoc on ArrayList
3. ↑  Bloch, Joshua.  third. Addison-Wesley. 2018. ISBN 978-0134685991.
4. ↑  .   [2024-11-16]. （原始内容存档于2018-06-12）.
5. ↑  Skeet, Jon. . Manning. ISBN 978-1617294532.
6. ↑  listobject.c (github.com)